# Paranoid Android
〈Paranoid Android〉는 1997년 5월 26일 세 번째 음반 《OK Computer》의 리드 싱글로 발매된 영국의 얼터너티브 록 밴드 라디오헤드의 곡이다. 어두운 유머러스한 가사는 로스앤젤레스 바에서 불쾌한 경험을 한 후에 주로 가수 톰 요크가 작곡했다. 이 노래는 길이가 6분 이상이고 4개의 뚜렷한 부분을 포함하고 있다. 〈Paranoid Android〉는 더글러스 애덤스의 《은하수를 여행하는 히치하이커를 위한 안내서》 시리즈의 파라노이드 안드로이드 마빈에서 따온 것이다.
《OK Computer》의 리드 싱글로 발매된 〈Paranoid Android〉는 영국 싱글 차트에서 3위를 차지했다. 이 곡은 음악 비평가들로부터 호평을 받았고, 《롤링 스톤》의 역사상 가장 위대한 노래 500곡 목록에 정기적으로 등장했다. 망누스 칼손이 감독한 이 애니메이션 뮤직 비디오는 MTV에서 로테이션을 거쳤지만, 이 방송국은 미국에서 누드를 포함한 부분을 검열했다. 1998년 브릿 어워드에서 이 노래는 영국 싱글 부문 후보에 올랐다. 이 곡은 발매된 이후, 다양한 음악 장르에서 일하는 수많은 예술가들에 의해 다뤄졌다. 이 노래는 2008년 《Radiohead: The Best Of》에 포함되었다.

## 작곡 및 녹음
〈Paranoid Android〉의 첫 번째 버전은 길이가 14분이 넘었고 조니 그린우드가 연주한 긴 해먼드 오르간 아웃로가 포함되어 있었다. 기타리스트 에드 오브라이언은 "우리는 우리가 연주하는 동안 오줌을 누게 될 것이에요. 글로켄슈필을 꺼내면 정말, 정말 재미있을 거예요."라고 말했다. 가수 톰 요크는 이 버전을 "핑크 플로이드 커버"라고 비꼬았다. 그린우드는 나중에 오르간 솔로곡은 "소파를 지지해 달라고 움켜잡지 않고 듣기가 힘들다"고 말했다. 프로듀서 나이젤 고드리치는 "아웃로에서는 아무 일도 일어나지 않았습니다. 그냥 빙글빙글 돌다가 아주 딥 퍼플이 돼서 꺼졌어요." 2019년 컴필레이션 《MiniDiscs [Hacked]》에는 초기 확장 버전이 포함되어 있었다.

## 곡 목록
모든 곡들은 톰 요크, 조니 그린우드, 에드 오브라이언, 콜린 그린우드 그리고 필 셀웨이가 작사/작곡하였다.
| CD1 (CDODATAS01) 1. "Paranoid Android" – 6:27 2. "Polyethylene (Parts 1 & 2)" – 4:23 3. "Pearly*" – 3:34 CD2 (CDNODATA01) 1. "Paranoid Android" – 6:27 2. "A Reminder" – 3:52 3. "Melatonin" – 2:08 | 7-inch vinyl (CDNODATA01) 1. "Paranoid Android" 2. "Polyethylene (Parts 1 & 2)" Japanese CD single (TOCP40038) 1. "Paranoid Android" – 6:26 2. "Polyethylene (Parts 1 & 2)" – 4:22 3. "Pearly*" – 3:33 4. "Let Down" – 4:59 |  |

## 참여 인원
- 톰 요크 – 리드 보컬, 어쿠스틱 기타, 랩톱
- 조니 그린우드 – 일렉트릭 기타, 일렉트릭 피아노, 신시사이저, 멜로트론
- 에드 오브라이언 – 일렉트릭 기타, 효과, 카바사, 백 보컬
- 콜린 그린우드 – 베이스 기타, 클라베스
- 필 셀웨이 – 드럼, 퍼커션